# Ferrocarril de Moçâmedes
La línea del Ferrocarril de Moçâmedes, también conocida como Línea de Namibe, con 756 km de longitud, es una de las mayores líneas de ferrocarriles en Angola y África. Fue construida por la administración colonial portuguesa como forma de acortar las distancias de África, siendo concluida en 1963.
La línea de ferrocarril sale de la ciudad de Moçâmedes y llega a la ciudad de Menongue. En el camino pasa por las importantes poblaciones de Bibala, Lubango, Matala y Kuvango.
Después de que gran parte de su extensión hubiese sido destruida durante la Guerra Civil, en un acuerdo entre la República Popular China y Angola, la línea ha sido completamente reconstruida.